# Айнабулацький сільський округ (Коксуський район)
Айнабула́цький сільський округ (каз. Айнабұлақ ауылдық округі, рос. Айнабулакский сельский округ) — адміністративна одиниця у складі Коксуського району Жетисуської області Казахстану. Адміністративний центр — станційне селище Айнабулак.
Населення — 1081 особа (2021; 1139 у 2009, 1276 у 1999, 1777 у 1989).
Станом на 1989 рік існувала Айнабулацька сільська рада (села Дорус-4, Тауараси, селища Айнабулак, Копр).

## Склад
До складу округу входять такі населені пункти:
| Населений пункт             | Населення, осіб (1989) | Населення, осіб (1999) | Населення, осіб (2009) | Населення, осіб (2021) |
| --------------------------- | ---------------------- | ---------------------- | ---------------------- | ---------------------- |
| Айнабулак, станційне селище | 1183                   | 812                    | 754                    | 757                    |
| Копір, станційне селище     | 32                     | 35                     | 24                     | 22                     |
| Підхоз ПЧ-45, село          | 530                    | 387                    | 293                    | 272                    |
| Тауараси, станційне селище  | 32                     | 42                     | 68                     | 30                     |